# Синицевые
Сини́цевые (лат. Paridae) — семейство певчих воробьинообразных птиц с острым коротким клювом и контрастной окраской головы, иногда с хохолком, встречающихся в северном полушарии и Африке.

## Образ жизни
Гнездятся обычно в дуплах. В кладке 3—13 белых с красноватыми пятнами яиц, за лето часто бывает две-три кладки.
Осенью и зимой кочуют стайками, обычно состоящими из синиц нескольких видов, поползней, пищух, дятлов, в это время обычны в садах, парках и посёлках.
Хорошо адаптируются к различным природным условиям, многие виды обитают вблизи от человеческого жилья и часто посещают кормушки в поисках орехов, семян и другой пищи. Например, в Британии известны своей способностью открывать закрытые фольгой молочные бутылки, оставленные молочниками возле дверей домов, и поедать плавающие там сливки.
В природных условиях питаются в основном семенами и насекомыми.
В морозные ночи часто забираются под снег у корней деревьев или кустарников, или ночуют в дуплах деревьев и других укрытиях.

## Распространение
Представители семейства распространены на большей части (преимущественно за исключением пустынь, Заполярья и высокогорных областей) трёх континентов: Африки, Евразии и Северной Америки, а также на Японском архипелаге и частично на Малайском архипелаге.
На территории России обитает десять видов: большая синица (Parus major), восточная синица (Parus minor), хохлатая синица (Lophophanes cristatus), обыкновенная лазоревка (Cyanistes caeruleus), белая лазоревка (Cyanistes cyanus), московка (Periparus ater), буроголовая гаичка (Poecile montana), черноголовая гаичка (Poecile palustris), сероголовая гаичка (Poecile cinctus) и тиссовая синица (Sittiparus varius).

## Классификация
В последнее время многочисленный род синиц (Parus) был разделён на несколько родов (как указано ниже).
В состав семейства включают 14 родов с 63 видами:
- Род Cephalopyrus Bonaparte, 1854 — Огненноголовые ремезы
  - Cephalopyrus flammiceps (Burton, 1836) — Огненноголовый ремез
- Род Sylviparus — Пеночковые синицы
  - Sylviparus modestus — Пеночковая синица
- Род Melanochlora — Золотохохлые синицы
  - Melanochlora sultanea — Золотохохлая синица, или султановая синица
- Род Periparus — Московки — ранее входил в род Parus (синицы)
  - Periparus rufonuchalis — Рыжешейная синица
  - Periparus rubidiventris — Краснобрюхая синица
  - Periparus ater — Московка
- Род Pardaliparus de Sélys-Longchamps, 1884 — Пятнистые синицы
  - Pardaliparus venustulus — Желтобрюхая синица
  - Pardaliparus elegans — Пантеровая синица
  - Pardaliparus amabilis — Капуциновая синица
- Род Lophophanes — Хохлатые синицы — ранее входил в род Parus (синицы)
  - Lophophanes cristatus — Хохлатая синица
  - Lophophanes dichrous — Серохохлая синица
- Род Baeolophus — ранее входил в род Parus (синицы)
  - Baeolophus wollweberi — Американский гренадер
  - Baeolophus inornatus — Пепельная синица
  - Baeolophus ridgwayi
  - Baeolophus bicolor — Острохохлая синица
  - Baeolophus atricristatus
- Род Sittiparus — Светлолобые синицы (ранее входил в род Parus)
  - Sittiparus varius — Тиссовая синица
  - Sittiparus owstoni
  - Sittiparus olivaceus
  - Sittiparus castaneoventris
  - Sittiparus semilarvatus — Белолобая синица
- Род Poecile — Гаички
  - Poecile superciliosus — Белобровая синица
  - Poecile lugubris — Средиземноморская большая гаичка
  - Poecile cinctus — Сероголовая гаичка
  - Poecile rufescens — Рыжеспинная гаичка
  - Poecile hudsonicus — Коричневоголовая синица
  - Poecile sclateri — Мексиканская гаичка
  - Poecile carolinensis — Каролинская гаичка
  - Poecile atricapillus — Черношапочная гаичка
  - Poecile gambeli — Гаичка Гамбела
  - Poecile davidi — Синица Давида
  - Poecile hypermelaenus
  - Poecile palustris — Черноголовая гаичка
  - Poecile weigoldicus
  - Poecile hyrcanus — Гирканская гаичка (часто рассматривается как подвид P. lugubris)
  - Poecile montanus — Буроголовая гаичка
- Род Cyanistes Kaup, 1829 — Лазоревки (ранее включали в род Parus)
  - Cyanistes teneriffae — Африканская лазоревка
  - Cyanistes caeruleus — Обыкновенная лазоревка
  - Cyanistes cyanus — Белая лазоревка
- Род Pseudopodoces Zarudny & Loudon, 1902 — Тибетские ложносойки
  - Pseudopodoces humilis — Тибетская ложносойка (ранее относилась к семейству врановых)
- Род Parus — Синицы, или Настоящие синицы
  - Parus major — Большая синица, или большак
  - Parus cinereus — Серая синица
    - Parus cinereus minor — Восточная синица

  - Parus monticolus — Зеленоспинная синица
- Род Machlolophus (ранее включали в род Parus)
  - Machlolophus nuchalis — Белокрылая синица
  - Machlolophus holsti — Тайваньская синица
  - Machlolophus xanthogenys — Индийская синица
  - Machlolophus aplonotus
  - Machlolophus spilonotus — Королевская синица
- Род Melaniparus — Чёрные синицы (ранее включали в род Parus)
  - Melaniparus guineensis — Белоплечая синица
  - Melaniparus leucomelas — Траурная синица
  - Melaniparus niger — Графитовая синица
  - Melaniparus carpi — Синица Карпова
  - Melaniparus albiventris — Капюшонная синица
  - Melaniparus leuconotus — Белоспинная синица
  - Melaniparus funereus — Тёмная синица
  - Melaniparus rufiventris — Рыжебрюхая синица
  - Melaniparus pallidiventris
  - Melaniparus fringillinus — Красногорлая синица
  - Melaniparus fasciiventer — Полосатогрудая синица
  - Melaniparus thruppi — Сомалийская синица
  - Melaniparus griseiventris — Серобрюхая гаичка
  - Melaniparus cinerascens
  - Melaniparus afer — Восточно-африканская синица

Несмотря на схожесть названия, к семейству синицевых не относятся длиннохвостые синицы, толстоклювые синицы и усатые синицы.

## Происхождение слова «синица»
Слово «синица» связано с синим цветом и произошло от лазоревки (Раrus caeruleus), имеющей в оперении голубой цвет.